# Felip Guillem d'Orange-Nassau
Felip Guillem d'Orange-Nassau (Buren, 19 de desembre de 1554 - Brussel·les, 20 de febrer de 1618) va ser fill de Guillem I d'Orange-Nassau i d'Anna d'Egmond -la seva primera esposa-. Es va convertir en Príncep d'Orange el 1584 i Cavaller de l'Orde del Toisó d'Or el 1599.

## Biografia
Quan el seu pare Guillem el Taciturn va ignorar la citació del duc de Alba Fernando Álvarez de Toledo y Pimentel, per regressar a Brussel·les, van quedar a Alemanya, Felip Guillem, un noi de 13 anys, que estava estudiant a la Universitat Catòlica de Lovaina de Brabant. Va ser detingut al febrer de 1568, i portat a Espanya com a ostatge, però sobretot per ser criat com un bon catòlic i súbdit lleial. Mai no tornaria a veure el seu pare, i la seva mare havia mort l'any 1558.
A Espanya, va continuar els seus estudis a la Universitat d'Alcalá de Henares. Va romandre fins al 1596, quan va regressar als Països Baixos. Es va interessar en les Províncies Unides dels Països Baixos que va defensar vigorosament amb la seva germana, Maria de Nassau, en contra el seu germanastre Maurici de Nassau que va disputar amb el seu germà el dret a la baronia i la ciutat de Breda.
El 1606 Felip Guillem va ser reconegut als Països Baixos com Senyor de Breda i Steenbergen, i el seu dret a nomenar magistrats va ser també reconegut, amb la condició que mantingués la «Unió i la religió de la República». Ell degudament va fer la seva entrada cerimonial a la ciutat de Breda, al juliol de 1610 i des d'aleshores fins a la seva mort, va nomenar regularment els magistrats en el seu senyoriu. Encara que va instaurar serveis catòlics al castell de Breda, no va tractar de desafiar el predomini del protestantisme calvinista a la ciutat. Va tenir una diferència amb els  Estats Generals el 1613, quan es va anul·lar el nomenament d'una «doctrina catòlica». Ell havia de cooperar amb el governador militar a Breda, el seu germanastre il·legítim Justí de Nassau, incondicionalment lleial als Estats Generals. El 1596, a Fontainebleau, Felip Guillem es va casar amb Elionor de Borbó-Condé, filla d'Enric I de Borbó-Condé i cosí del rei Enric IV de França, però va morir el 1618 sense fills. Per tant, Maurici de Nassau va poder heretar el títol de Príncep d'Orange.
Com Senyor de Diest i un catòlic piadós en el moment de la seva mort, Felip Guillem va ordenar que l'església parroquial de Saint Sulpice a la mateixa ciutat, celebrarà un cop a l'any una missa fúnebre per la seva ànima. Diest és també el lloc de la seva sepultura a l'Església catòlica. Diest és coneguda com la «Ciutat d'Orange», i Felip Guillem com "el príncep Catòlic d'Orange», perquè el seu pare el'any 1573 - al cap de la rebel·lió holandesa - s'havia convertit en un calvinista protestant en lloc d'un catòlic com l'ho havia estat abans.